# Єґлін
Єґлін (пол. Jeglin, нім. Jeglinnen, 1938-45: Wagenau) — село в Польщі, у гміні Піш Піського повіту Вармінсько-Мазурського воєводства.
Населення — 98 осіб (2011).

## Демографія
Демографічна структура станом на 31 березня 2011 року:
|          | Загалом | Допрацездатний вік | Працездатний вік | Постпрацездатний вік |
| -------- | ------- | ------------------ | ---------------- | -------------------- |
| Чоловіки | 53      | 14                 | 34               | 5                    |
| Жінки    | 45      | 14                 | 25               | 6                    |
| Разом    | 98      | 28                 | 59               | 11                   |